# Ben Bagdikian
Ben Haig Bagdikian (Maras, Turska, 26. siječnja 1920. – Berkeley, Kalifornija, 11. ožujka 2016.) bio je utjecajni armenijsko-američki medijski kritičar, teoretičar i novinar. Njegova kritika suvremenom novinarstvu i djelovanju medija se temelji na koncentraciji medijskih tvrtki od strane konglomerata.  Ujedno je od 1991. godine, dekan emeritus na postdiplomskom studiju novinarstva u Berkeleyu pri Sveučilištu Kalifornija. Predavao je etiku u masovnom komuniciranju od 1976. godine pa sve do odlaska u mirovinu, 1990.godine. 
Svjetsku je slavu postigao objavljivanjem knjige  „Monoplona sredstva informiranja“, The Media Monopoly, 1983. godine u kojoj predstavlja galopirajući trend koncentracije, okrupnjivanja te centralizacije medijskih konglomerata i masovnog oglašavanja. Knjiga je objavljena u šest izdanja, a nakon toga je u posljednjem izdanju, 2000.godine preimenovana u The New Media Monopoly s obzirom na promijenjene i suvremene trendove u socijalnoj sferi i medijskoj industriji i zbog jačeg utjecaja komercijalnog profita, koji prema Bagdikianu guši istraživačko novinarstvo i zato jača infotainment: informacija i zabava. 
Bagdikianova profesionalna novinarska karijera započinje vrlo rano, u dobi od 21 godine.  Bagdikian je tijekom uspješne novinarske karijere bio četiri godine, urednikom dvomjesečnika Saturday Evening Post te zamjenikom glavnog urednika National News of the Washington Posta te vremenom i nacionalni urednik The Washington Posta. Bez imalo oklijevanja tijekom rada u medijima, objavljivao je i razotkrivao razne laži i manipulacije iz sfere djelovanja Pentagona te ukazivao na medijske manipulacije prilikom izvještavanja o ratu u Vijetnamu.  
Autor je nekoliko knjiga iz područja medija, a najpodavanija su mu izdanja:  In the Midst of Plenty: The Poor in America, The Media Monopoly i Double Vision: Reflections on my Heritage, Life, and Profession. 
Knjige još uvijek nisu prevedene na hrvatski jezik.

## Život i karijera
Ben H. Bagdikian je odrastao u radničkoj obitelji. Zajedno s roditeljima i četiri starije sestre, kao četveromjesečno dijete prognan je iz rodne Turske odakle obitelj seli na prostore Sjedinjenih Američkih država.  Bilo je to za trajanja Velike depresije, koja se tridesetih godina 20.stoljeća očitovala, između ostalog, slomom cijelog niza privrednih subjekata, masovnom nezaposlenošću i deflacijom diljem Amerike. 
Često je na svojim sveučilišnim predavanjima, a i u predgovorima knjiga isticao, kako je upravo siromaštvo, koje je obilježilo njegovo djetinjstvo te rani gubitak majke, snažno utjecalo na njegovu svijest za socijalnom pravdom o kojoj je među ostalim pisao i zalagao se. Većina ključnih odluka u njegovu životu, isticao je,  bili su rezultat impulsa i intuicije, a ne racionalnih analiza. Za njegovo uspješno profesionalno bavljenje analizom i kritikom medija, zaslužna je prvotna energija spram novinarstva i iskustvo koje je stekao radeći u medijima. Također, obitelj, a naposljetku i posao, usmjeravali su ga da prepozna svoj talent za distribucijom i dosjetljivosti intelektualnih vještina u suglasju s pohlepom za istinom i informacijom. 
Prije no što se počeo baviti novinarstvom pa naposljetku i analizom medija, studirao je medicinu na Sveučilištu Clark u Worcesteru. Vrlo brzo kao student počeo je honorarno pisati za lokalne dnevne novine u Providenceu te je radio kao novinar u Springfieldu (Massachusetts). Posao novinskog izvjestitelja tijekom Drugog svjetskog rata odveo ga je u Washington gdje je nedugo zatim zaposlen u Washington Postu. Tijekom novinarskog izvještavanja uglavnom je u fokus svoga rada stavljao čovjeka, divio se hrabrosti potlačenih ljudi, koji su se borili za opstanak i jednakost te se zajedno s njima borio protiv frustriranosti siromaštva. Posao i iskustvo novinskog izvjestitelja nagnao ga je da osmisli drugu paradigmu novinarskog izvješćivanja prema kojoj je točnost objavljenih vijesti obrnuto proporcionalna broju novinara na sceni. 
Pišući za Saturday Evening Post, bavio se istraživačkim pristupom u razotkrivanju uzroka brojnog siromaštva diljem Amerike, a upravo su mu rezultati tih istraživanja bili temelj za prvu objavljenu knjigu In the Midst of Plenty: The Poor in America, 1964. godine. 
1972. godine, započinje raditi kao dopisnik Columbia Journalism Reviewa. Vrlo brzo, svoju je novinarsku karijeru zamijenio znanstvenom te je od 1976. pa sve do odlaska u mirovinu, 1990. godine, predavač etike u masovnom komuniciranju pri Berkeley Graduate School of Journalism na Sveučilištu Kalifornija. 

## Ključni pojmovi

### Doktrina poštenja
Doktrina poštenja je najpoznatija Bagdikionova paradigma, koju je razradio u svojoj knjizi „Monopolna sredstva informiranja“. Bagdikian potvrđuje ranije postavljenu tezu američkog sociologa i medijskog kritičara, Herberta Shillera o rušenju idealiziranog mita o objektivnosti novinareva djelovanja. Bagdikian smatra kako se društvena informacija uvijek nalazi pod kontrolom vlasti, koja teži ujedno kontrolirati i vojsku.  Suvremenu kontrolu nad informacijama, naziva „centraliziranom vlašću“ koja se ostvaruje od strane multinacionalnih korporacija. 
Iako na prostoru Sjedinjenih Američkih država postoji mnoštvo medija, prema Bagdikianu to ne garantira potpuni spektar političkih i socijalnih ideja u društvu radi moći pojedinaca, nakladnika i vlasnika. Takav odnos prema Bagdikianu tvori novo privatno ministarstvo informacija i financija. Nepopustljivu moć tog „ministarstva“ potpomaže i urbanizacija američkog života, koja koncentrira ogromne mase ljudi u velikim gradskim kompleksima, gdje se umjesto s osobnom informacijskom razmjenom individualci susreću sa zavisnošću od ogromnih informacijskih mehanizama, koji formiraju njihove poglede i ukuse.
Glavni razlog jačanja vlasti monopolista, nalazi se u povećanju udjela reklama i oglasa, koje potiskuju idejne vijesti, ali donose prihode, koji ne ovise o kvaliteti informacije, već od količine komercijalno korisnih informacijskih proizvoda. 
Oglašivačima je potreban veliki broj inertnih kupaca s različitim pogledima na život. Njih potpuno zadovoljavaju vijesti koje se distribuiraju s pomoću “doktrine objektivnosti” i koje daju informacijama “sjaj” konzervativnog establišmenta. 
U ovisnosti od te doktrine nalazi se ne samo tisak, već i televizija koja se također uglavnom financira od oglašivača. Rezultat je standardizacija ideja i informacija u medijima te oduzimanje ljudima mogućnosti da sami shvate i razotkriju društvo i borbu različitih snaga. 
Monopolizacija medija, prema Bagikianu, nastavlja se razvijati pojačanim tempom, utječući na sadržaj informacija prinuđivanjem na “sterilnost” u opisivanju različitih socijalno-političkih događaja.
Bagdikian izlaz iz te situacije vidi ne u ukidanju privatnog vlasništva nad sredstvima masovne informacije, već u poštovanju “ravnopravne raspodjele vlasti” i zamjeni “doktrine objektivnosti” za “ideje poštenja i balansa” u proizvodnji i distribuciji vijesti za dobrobit društva. 
Oslanjajući se na te ideje, on poziva medijske djelatnike da se suprotstave informacijsko-industrijskom kompleksu, uključujući i smanjenje koncentrirane kontrole u vijestima, društvenim informacijama i kulturi".
Bagdikianove ideje poštenja i balansa u suštini su povezane s odlukom Američke Federalne komisije za veze, koja je proglasila zaštitu interesa građana i medija u tzv. Doktrini poštenja, koja je predviđala davanje jednakog vremena i istih prava u eteru različitim predstavnicima društva. 
No pošto su se uvjetima jačanja monopolne vlasti nad medijima ti principi počeli ignorirati, novinari su počeli izražavati proteste i prijedloge za organiziranje kontrole nad medijima od dna, putem stvaranja “grupa građanske podrške” pod pokroviteljstvom Američke Federalne komisije za veze.

## Djela
- In the Midst of Plenty: The Poor in America, 1964.
- The Information Machines: Their Impact on Men and the Media, NY: Harper & Row, 1971.
- The Effete Conspiracy and Other Crimes by the Press.” New York: Harper & Row, 1972.
- The Effete Conspiracy and Other Crime by the Press, New York: Harper, 1974.
- The Effete Conspiracy and Other Crime by the Press, New York: Harper, 1974.
- Caged: Eight Prisoners and Their Keepers,  New York: Harper & Row, 1976.
- The media monopoly, Boston: Beacon Press, 1983. godine (Novija izdanja s nastavcima The Media Monopoly, Boston: Beacon Press, 1990.
- The New Media Monopoly, Boston: Beacon Press, 2004.)
- Double Vision: Reflections on My Heritage, Life, and Profession, Boston: Beacon Press, 1995.
- Ben Bagdikan, urednik je i u nekoliko knjiga:
- Man's Contracting World in an Expanding Universe, Proceedings of the Brown University Convocation held in Providence, RI October 21–23, 1959, Brown University, 1960.
- The Shame Of The Prisons", The Washington Post national report, s Leonom Dash, 1972.
- The Memoir of Lydia Bagdikian, Berkeley, California: Private printing, 1997. (Temeljeno na bilješkama, Bagdikanove starije sestre Lydije. )

## Priznanja i nagrade
- 1951. godine osvojio je nagradu George Foster Peabody Awarda. Dodjeljuje se od 1941.godine i riječ je o najstarijoj svjetskoj nagradi iz područja elektroničkih medija.
- 1953. godine zajedno s redakcijskim kolegama, osvojio je vrijednu Pulitzerovu nagradu za istraživačko i analitičko novinarstvo o pljački lokalne banke, čije je izvještavanje dovelo u kratkom vremenu do uhićenja pljačkaša.
- 1962. godine osvojio je priznanje Fundacije John Simon Guggenheim za izniman doprinos kritici medija u sferi umjetnosti i znanosti.
- 1975. godine, dobitnik je nagrade od udruženja profesionalnih novinara, Sigma Delta Chi National Journalism Award.
- 1988. godine osvojio je nagradu James Madison, američkog udruženja knjižničara.
- 1992. radi doprinosa novinarskoj struci, osvojio je nagradu Rhode Island Journalism Hall of Fame.

## Smrt
Bagdikian je umro u svome domu u Berkeleyu, Kalifornija, 11. ožujka 2016., u 96. godini života. Memorijal je održan 2. lipnja, 2016.

## Vanjske poveznice
- http://www.investigatingpower.org/journalist/ben-bagdikian/
- http://www.pbs.org/wgbh/pages/frontline/smoke/interviews/bagdikian.html
- http://www.harvardsquarelibrary.org/unitarians/ http://www.harvardsquarelibrary.org/unitarians/  Arhivirana inačica izvorne stranice od 27. studenoga 2013. (Wayback Machine)
- [neaktivna poveznica] http://reportingcivilrights.loa.org/  Arhivirana inačica izvorne stranice od 12. lipnja 2013. (Wayback Machine)
- http://world-information.net/de/